# ربان ذو بقع فضية

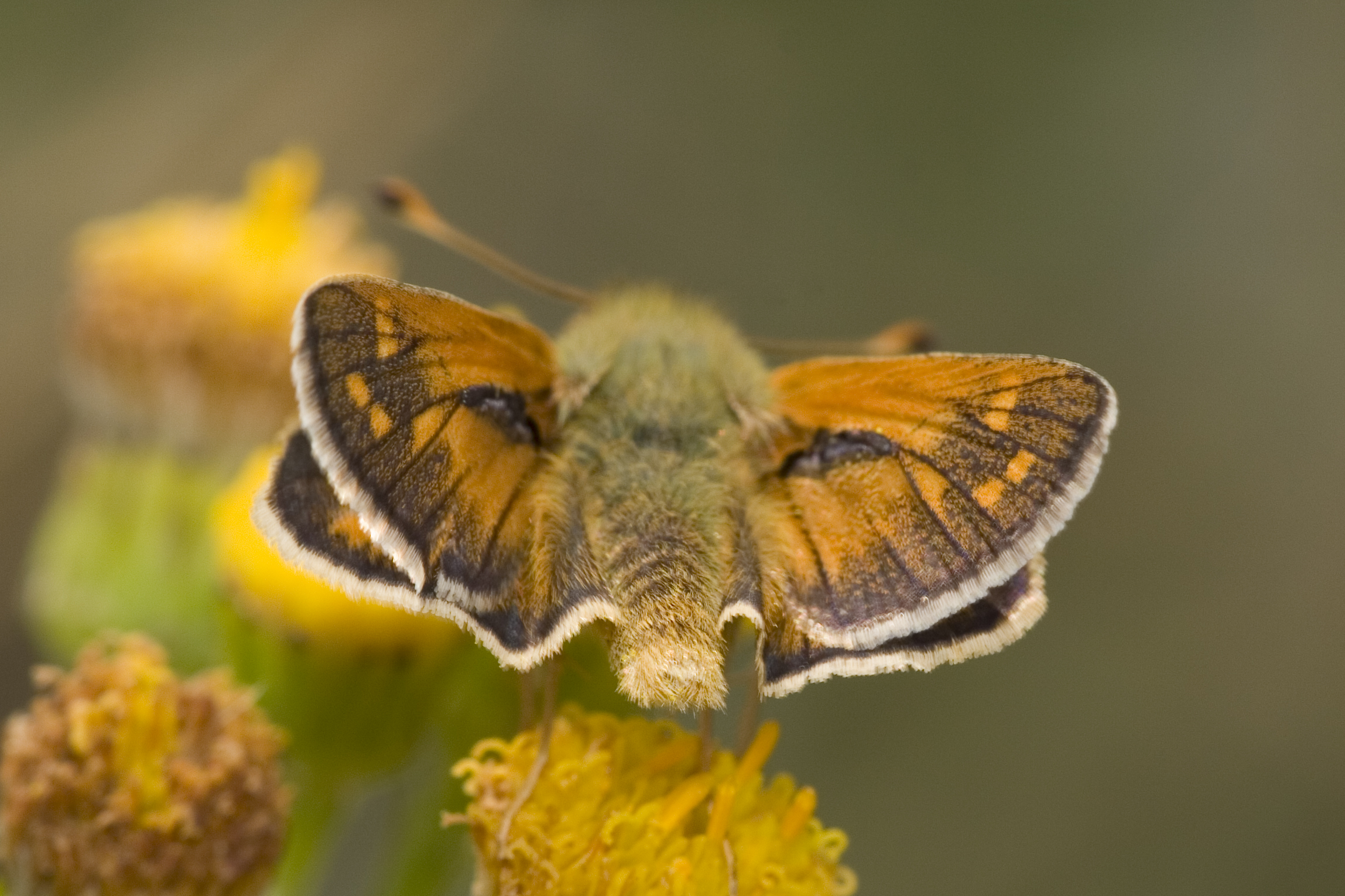
ذكر الربان ذو البقع الفضية

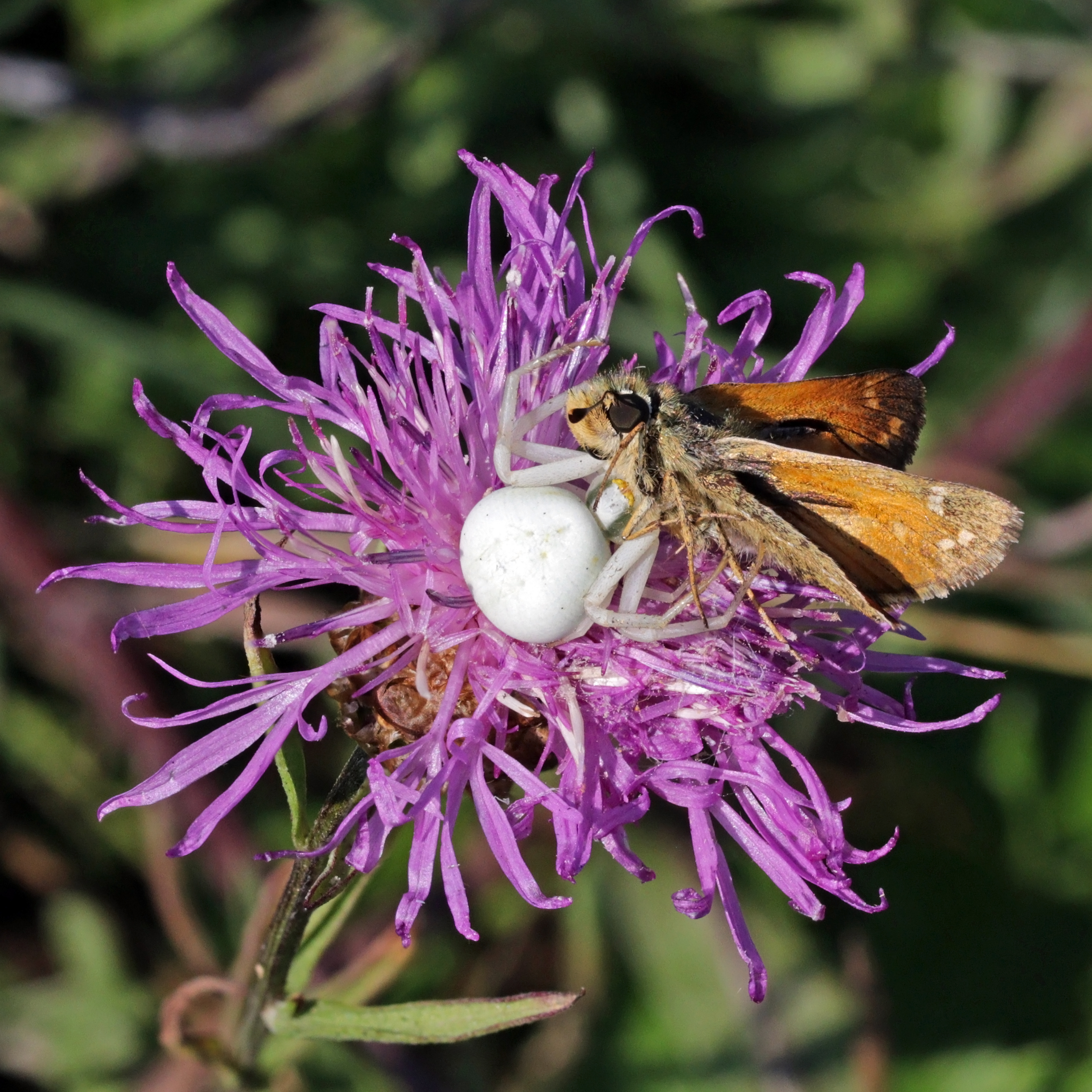
مع فريسة

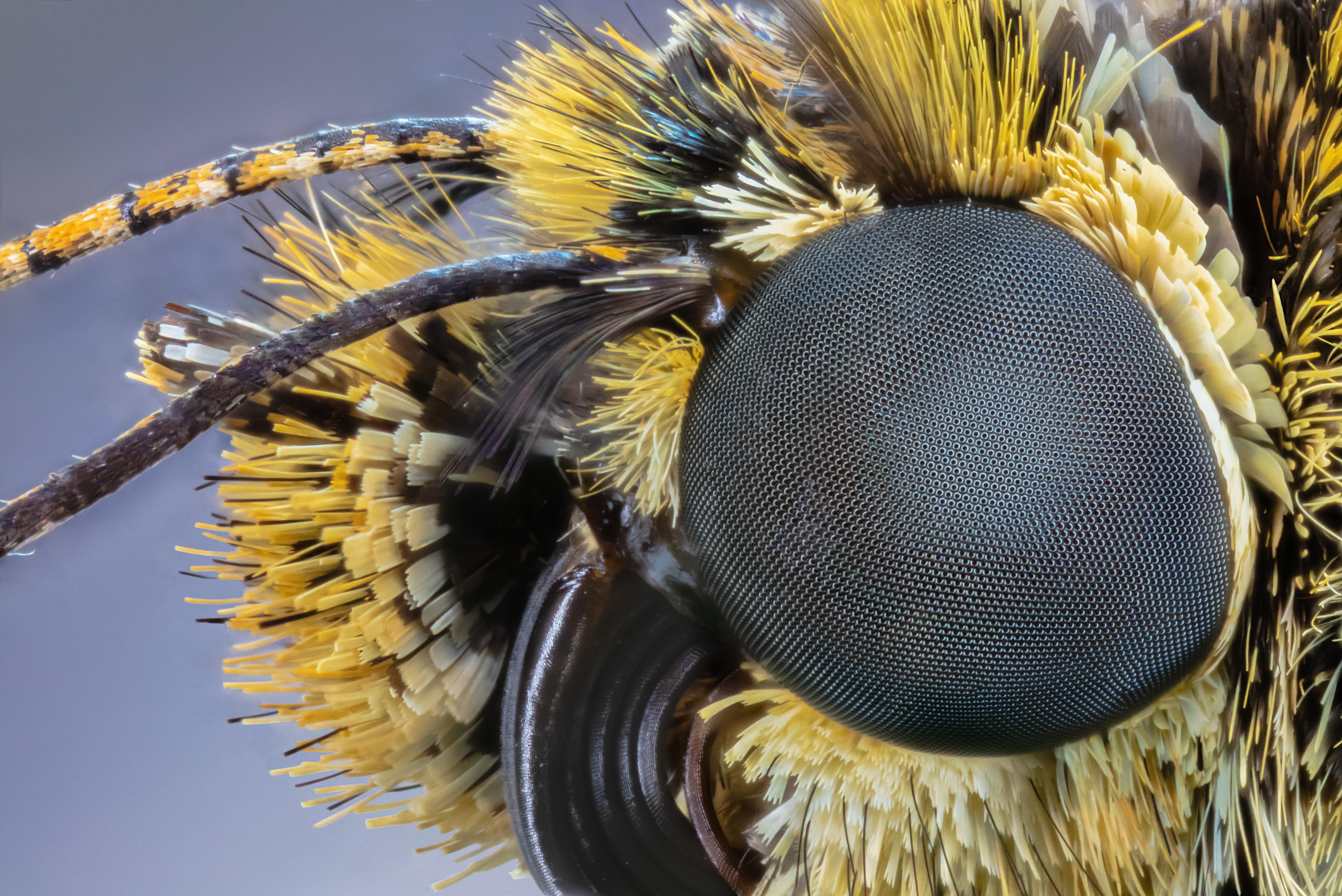
لقطة مقربة للرأس

الربان ذو البقع الفضية (Hesperia comma) هو فراشة من عائلة الفراشة النطاطة.

## المظهر والسلوك والتوزيع
وصف النوع لأول مرة في عام 1758. غالبًا ما يخلط بينه وبين الربان الكبير (Ochlodes sylvanus)، يمكن تمييز هذا النوع بسهولة من خلال البقع البيضاء على الجانب السفلي من الأجنحة الخلفية، وتميل أطراف الأجنحة الأمامية العلوية إلى أن تكون أغمق من تلك الموجودة في الربان الكبير. يفضل الربان ذو البقع الفضية المواقع الجيرية الدافئة وينتشر على نطاق واسع جنوبًا حتى شمال إفريقيا، وشمالًا في معظم أنحاء أوروبا (باستثناء الدول الإسكندنافية) وشرقًا عبر آسيا. كما أن لديه سلالات فرعية في أمريكا الشمالية. في المملكة المتحدة، يعد نادرًا ويقتصر على الأراضي الطباشيرية المنخفضة في جنوب إنجلترا.

## الأنواع الفرعية[7]
- Hesperia comma benuncas (1912)
- Hesperia comma borealis Lindsey (1942 )
- Hesperia comma catena (1861)
- Hesperia comma colorado (1874)
- Hesperia comma dimila (1874)
- Hesperia comma hulbirti (1939)
- Hesperia comma laurentina (1892)
- Hesperia comma lena (1995)
- Hesperia comma manitoba (1874)
- Hesperia comma mixta (1881)
- Hesperia comma pallida (1901)
- Hesperia comma planula (1995)
- Hesperia comma shandura (1949)
- Hesperia comma sushinki (1995)

## دورة الحياة
تضع الإناث بيضًا منفردًا خلال شهري أغسطس وسبتمبر على شفرات أوراق نبات الفستوكة الغنمية (Festuca ovina) غالبًا أو Nardus stricta. يبدأ الصغير كبيضة في فترة الشتاء ويفقس في شهر مارس. مثل الأنواع الأخرى من الربان، تقوم اليرقات ببناء هياكل صغيرة تشبه الخيمة من شفرات الأوراق والحرير لتتغذى منها. يدخلون مرحلة العذراء بعد 14 إلى 15 أسبوعًا في قاعدة نبات الطعام. يستغرق التشرنق من 10 إلى 14 يومًا، وكما هو الحال مع معظم الفراشات، يظهر الذكور أولاً.

## جهود الحفظ المملكة المتحدة
شهدت جهود الحفظ المنسقة في المملكة المتحدة، بدعم من الوكالات الحكومية، ازدهار هذا النوع الذي كان مهددًا بالانقراض في بعض المناطق. وقد زادت الأرقام بعدة أضعاف خلال العشرين سنة الماضية. ركزت خطط الحفظ على تزويده بالموائل المناسبة.